# クリントン・スワート
クリントン・スワート（Clinton Swart、1992年9月6日 - ）は、ジャパンラグビーリーグワン静岡ブルーレヴズに所属するラグビーユニオン選手。

## プロフィール
- 南アフリカ共和国出身[1]。
- ポジションはセンター(CTB)。
- 身長 184 cm、体重 105 kg

## 略歴
スタンダートン高校、チーターズ を経て、2018年、トヨタ自動車ヴェルブリッツ(現・トヨタヴェルブリッツ)に加入。同年9月1日に行われたジャパンラグビートップリーグ第1節のサントリーサンゴリアス戦にて途中出場で日本での公式戦初出場を果たす。
2020年、トヨタ自動車ヴェルブリッツを退団 後、ブルズを経て、2021年、静岡ブルーレヴズに加入。